# 紅生薑
红生薑（日语：／）是一種日式漬物，常見於日本壽司或牛丼上作為佐料，用於給客人清口，改變嘴裡的味道使用，也可加在醋飯中增加口感跟味道。

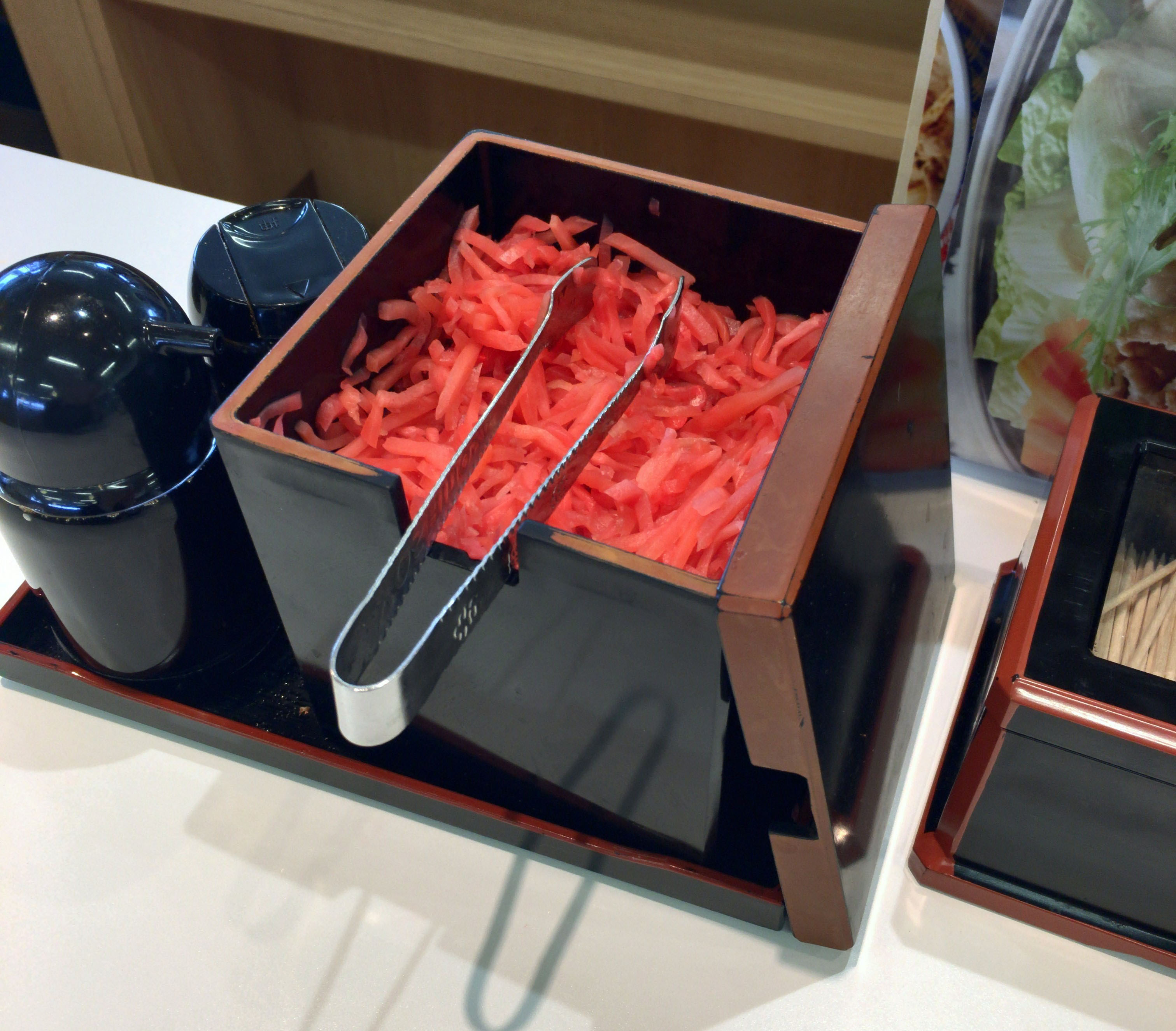
許多日本料理店都會提供的薑片

## 歷史
紅生薑自古長期皆使用酢進行醃漬，當中地區上的差別在於，關東主要以甘酢來製作甘酢平切紅生姜，關西以梅酢來製作紅生薑。
根據紀錄江戶時代後期風俗的文獻「《守貞謾稿》」所記載，京阪地區已有梅酢漬紅生薑搭配壽司食用的習慣，因此可得知紅生薑於江戶時代後期便已在關西進行製造。。

## 做法
先將採收來的嫩薑用刀仔細去除外皮，然後將生薑塊薄切成薑片，再灑上一點鹽巴讓薑片出水，再將水份瀝乾，再用沸水煮滾去除生薑的嗆辣。
醃薑片的佐料汁用壽司醋、細砂糖、鹽巴、蜂蜜來調配，再將煮好的生薑片放到佐料汁中密封醃漬，放在冰箱兩個禮拜即可。